# Can Canyas
Can Canyas és una masia amb elements gòtics de Vilassar de Dalt (Maresme) protegida com a bé cultural d'interès local. L'element inventariat és la finestra gòtica.

## Descripció
La finestra gòtica, que es conserva al mig de la façana, està absolutament reformada. Destaca la llinda, emmarcada per un fi guardapols, que està treballada en forma d'arc carpanell amb petites lobulacions decoratives. Les impostes estan esculpides amb elements vegetals de tipus decoratiu. Per poder convertir la finestra en un balcó, s'afegeixen als brancals més carreus.